# 三元鋰電池
三元鋰電池是以鋰離子二次電池的正極材料為命名，其材料包括鎳鈷錳酸鋰（簡稱NMC或NCM）或鎳鈷鋁酸鋰（簡稱NCA）等三元聚合物。其中「三元」指的是包含鎳、鈷及錳（或鋁）3種金屬元素的聚合物，正極材料中鎳、鈷、錳（或鎳、鈷、鋁）3種元素的混合比例之不同，藉此調整電池成本與所需求的電化學性質等特性。
三元材料具有高比容量、高標準電壓、高壓實密度以及低溫性能，且由於近幾年，三元正極材料經不斷淬煉改良，已具備相當優質的綜合性能，可滿足電動車輛鋰電池產品需求，成為有發展前景的鋰離子電池正極材料之一。